# 映画の賞
映画の賞（えいがのしょう）では、映画に与えられる賞について述べる。
映画の賞には大きく分けて2種類ある。観客側（マスメディア
等含む）が与える賞と、映画製作関係者による技術的な部分にも目を向けた賞とである。前者が監督や俳優等への賞に集中するのに対して、後者は撮影や録音・音楽・美術等といった映画スタッフへの賞も設けている。ハリウッドのアカデミー賞等は後者の代表格である。
以上のものが年間を通しての評価であるのに対して、映画祭で与えられる賞もある。これにはコンペティション部門で与えられるもの、新人監督、永く映画界に貢献のあった監督に与えられるものなどがある。

## アメリカ
- アカデミー賞[1][2] - 映画業界関係者による顕彰[3]。
- ゴールデングローブ賞[4][2] - ハリウッドの外国人映画記者協会の会員が選出する賞で、1月下旬に発表され、アカデミー賞の前哨戦と見られている[3]。
- インディペンデント・スピリット賞[1][2]
- ナショナル・ボード・オブ・レビュー[5]
- ニューヨーク映画批評家協会賞[4][2] - 映画批評家の選出による映画賞[3]。
- ロサンゼルス映画批評家協会賞[6][2] - 映画批評家の選出による映画賞[3]。
- 全米映画批評家協会賞[5] - 映画批評家の選出による映画賞[3]。
- アメリカ各組合賞
  - 全米監督協会賞[7]
  - 全米脚本家組合賞[8]
  - 全米映画俳優組合賞[8]
- クリティクス・チョイス・アワード[4]
- ゴールデンラズベリー賞[2]
- MTVムービー・アワード[2]
- オースティン映画批評家協会賞
- ラスベガス映画批評家協会賞（シエラ賞）
- アニー賞（アニメのアカデミー賞といわれる）
- スクリーム賞
- サテライト賞
- サターン賞

## 日本
- 日本アカデミー賞[9][2] - 映画業界関係者による顕彰[3]。
- ブルーリボン賞[10][2] - 東京のスポーツ新聞7紙の記者によって構成された「東京映画記者会」主催の映画賞[3]。
- キネマ旬報賞[2] - 現行商業誌で世界最古の映画誌が主催する映画賞[3]。
  - キネマ旬報ベスト・テン[2]
  - キネマ旬報読者選出ベスト・テン[2]
  - キネマ旬報文化映画ベスト・テン[2]
- 毎日映画コンクール[10][2] - 日本国内のマスコミによって選出される映画賞の1つ。
- 報知映画賞[10][2] - 日本国内のマスコミによって選出される映画賞の1つ[3]。
- 日刊スポーツ映画大賞・石原裕次郎賞[10][2] - 日本国内のマスコミによって選出される映画賞の1つ[3]。
- 映画芸術日本映画ベストテン&ワーストテン - 日本国内のマスコミによって選出される映画賞の1つ[3]。
- 山路ふみ子映画賞[10][2] - 2022年の第45回をもって終了した[11]。
- 日本映画監督協会新人賞[10][2] - 映画業界が新人監督を顕彰するもの[3]。
- ゴールデングロス賞[12][2] - 映画業界が興行を顕彰するもの[3]。
- 川喜多賞[10][2]
- 藤本賞[10][2] - 映画業界が製作者を顕彰するもの[3]。
- 日本映画ペンクラブ賞[10][13][2]
  - 日本映画ペンクラブ選定 ベスト5
- 三浦賞[10][2] - 映画業界が撮影を顕彰するもの[3]。
- JSC賞[10][2]
- 城戸賞[10][2]
- 優秀外国映画輸入配給賞[10][14][2] - 映画業界が映画配給を顕彰するもの[3]。
- 日本映画批評家大賞[2]
- 日本映画プロフェッショナル大賞[2]
- 東京スポーツ映画大賞 - 2019年を最後に本賞は開催されていない[15]。
- 新藤兼人賞[2]
  - SARVH賞[2]
- 日本インターネット映画大賞（旧称・ニフティ映画大賞） - 2019年3月31日に閉幕することが発表された[16]
- 全国映連賞
- 東京新聞映画賞
- 文化庁映画賞 - 文化庁が主宰で、2003年度から2022年度迄、優れた文化記録映画作品および、永年にわたり日本映画を支えてきた人物に対する顕彰を行う賞。

- ぴあテン - 情報誌『ぴあ』の読者による人気投票。オールタイム・ベストを選ぶ「もあテン」も存在した。
- シティロード・メモリアル・ベスト - 1970年代から1990年代に存在した情報誌の読者投票、のちに『シティロード』執筆者による選出に変更。

## アジア
- 金鶏百花映画祭[12]（中国のアカデミー賞といわれる。中華圏の3大映画賞の１つ）
- 香港電影金像奨[4]（香港のアカデミー賞といわれる。中華圏の3大映画賞の１つ）
- 金馬奨[4]（台湾のアカデミー賞といわれる。中華圏の3大映画賞の１つ）
- 大鐘賞[12][2]（韓国のアカデミー賞といわれる）
- 青龍映画賞[12][2]（韓国のアカデミー賞といわれることもある）
- 百想芸術大賞（韓国のゴールデングローブ賞と呼ばれることもある[17][18]。）
- 大韓民国映画大賞（青龍映画賞を上回る賞金を誇る韓国の映画賞[19]）
- アジア・フィルム・アワード[12]

## ヨーロッパ
- 英国アカデミー賞[1][2]（BAFTA（賞）ともいわれることもある）
- 英国インディペンデント映画賞
- ドイツ映画賞（ドイツのアカデミー賞といわれる）
- セザール賞[8][2]（フランスのアカデミー賞といわれる）
- ダヴィッド・ディ・ドナテッロ賞（イタリアのアカデミー賞といわれる）
- ゴヤ賞（スペインのアカデミー賞といわれる）
- ヨーロッパ映画賞[5][2]

## 映画祭
- 世界三大映画祭
  - カンヌ国際映画祭[8][2]
  - ベルリン国際映画祭[8][2]
  - ヴェネツィア国際映画祭[8][2]
- 世界四大映画祭
  - カンヌ国際映画祭
  - ベルリン国際映画祭
  - ヴェネツィア国際映画祭
  - モスクワ国際映画祭[8][2]
- サンダンス映画祭[5]
- 東京国際映画祭[12]
- ゆうばり国際ファンタスティック映画祭[12]
- ヨコハマ映画祭[10] - 市民団体が主催する映画ベストテン・個人賞で有名な日本国内の映画祭[3]。
- おおさかシネマフェスティバル
- ショートショートフィルムフェスティバル[10]
- 朝日ベストテン映画祭